# ジャン・フックス
ジャン・フックス（Jan Hooks、1957年4月23日 - 2014年10月9日）は、アメリカ合衆国ジョージア州生まれの女優・声優・コメディアンである。

## 来歴
女優かつコメディアンとして知られるフックスは、1957年にジョージア州のアトランタ近郊にあるデカターで生まれる。
ロサンゼルスを拠点とする演劇集団“The Groundlings”で活動を始めた。徐々に人気が出始め、トークショーやテレビ番組などに出演し始める。
そして1986年にフックスは全米人気テレビ番組『サタデー・ナイト・ライブ』のレギュラー出演に起用され、コメディアンとしての才能を存分に発揮。同期にはダナ・カーヴィ、フィル・ハートマンらがいる。レギュラーを5年務めて、1991年に同番組を卒業。その後は、人気テレビアニメ『ザ・シンプソンズ』において声の出演や、映画・テレビなどへの出演を続けている。映画では初期のティム・バートン監督作品などに出演した。

### 死去
2014年10月9日にニューヨーク州ニューヨーク市にて死去。57歳だった。

## 出演作品

### 映画
- ピーウィーの大冒険 Pee-wee's Big Adventure (1985)
- ワイルドキャッツ Wildcats (1986)
- コーンヘッズ Coneheads (1993)
- バットマン・リターンズ Batman Returns (1992)
- A Dangerous Woman (1993)
- サイモン・バーチ Simon Birch (1998)
- Jiminy Glick in Lalawood (2004)

### テレビドラマ
- 3rd Rock from the Sun (1996-2000)
- プロビデンス Providence (2001)

### テレビ番組
- サタデー・ナイト・ライブ Saturday Night Live (1986-1991)
- マーティン・ショート・ショー The Martin Short Show (1994)
- ダナ・カーヴィ・ショー Dana Carvey Show (1996)

### テレビアニメ
- ザ・シンプソンズ The Simpsons (1997-2002)